# Церковь Покрова Пресвятой Богородицы (Вычелобок)
Церковь Покрова Пресвятой Богородицы — православный храм в деревне Вычелобок, Лужского района Ленинградской области. Построена в начале XX века.
Является памятником градостроительства и архитектуры.

## История и архитектура
История погоста восходит ещё к XVI веку, когда на этом месте в 1539 году была поставлена деревянная Покровская церковь. Её уничтожили во время Ливонской войны. Позже на её месте поставили часовню, посвящённую святому преподобному Сергию Радонежскому, ставшей в 1733 году церковью. В 1845—1846 годах храм основательно перестроили. К главному престолу во имя Покрова Пресвятой Богородицы добавили два придела — во имя Воскресения Христова и Святителя Николая. Антиминсы на престолах были освящены ещё Феофаном Прокоповичем и сохранялись здесь на протяжении более двух веков, но в итоге были утрачены.
Причт первоначально составляли: священник, диакон, дьячок, пономарь и просвирня. По клировым ведомостям к церкви относились прихожане в количестве 716 мужчин и 773 женщин. С 1859 года усилиями священника Сергея Ефимова и графа Михаила Николаевича Муравьева открыто училище при церкви. Часовни церкви находились: в Вычелобоке, Большом и Малом Раковне, Заполье, Берегу, Колодне, Сырце, близ Зобенки и в мызе Кудрове.
В ходе перестройки 1862 года в церкви был устроен ещё один, четвёртый по счёту, тёплый придел, освященный святому Димитрию Солунскому. Церковь имела три главы: одну большую и две малые, двухъярусную колокольню, а снаружи была обшита тесом. Размеры храма составляли 25 м в длину, включая колокольню, при наибольшей ширине 15 м.
К началу XX века храм заметно обветшал и перестал отвечать потребностям прихода. Первоначально планировалось возвести новую церковь из материалов старой, но позже от данной идеи отказались. По соседству с деревянной в 1909 году была возведена каменная церковь по проекту архитектора А. П. Аплаксина. В основу своего проекта Аплаксин взял традиционный для русского церковного зодчества тип пятиглавого храма с шатровым верхом на восьмигранном барабане. Главную роль в декоре церкви играет оформление 26 оконных проёмов, количество которых в два раза превышает число окон старого храма. Архитектор использовал мотив тройных окон с арочными наличниками. Своими размерами новый храм также превосходил старый на 14 м в длину и на 2 м в ширину. Высота церкви до карниза достигала 13 м, двухъярусной колокольни — 16,5 м.
Деревянная церковь простояла до 1930-х годов, а каменная была закрыта в 1939 году. Вновь действовала в 1942—1945 годах, но значительно пострадала во время Великой Отечественной войны и фактически не была восстановлена.
23 августа 2016 года по благословению епископа Гатчинского и Лужского Митрофана началось возрождение церковно-приходской жизни храма.

## В кинематографе
В сентябре 1990 года церковь стала местом натурных съемок телевизионного фильма «Крепкий мужик» по рассказам Василий Шукшина. Здесь снимали сцену сноса храма.

## Галерея

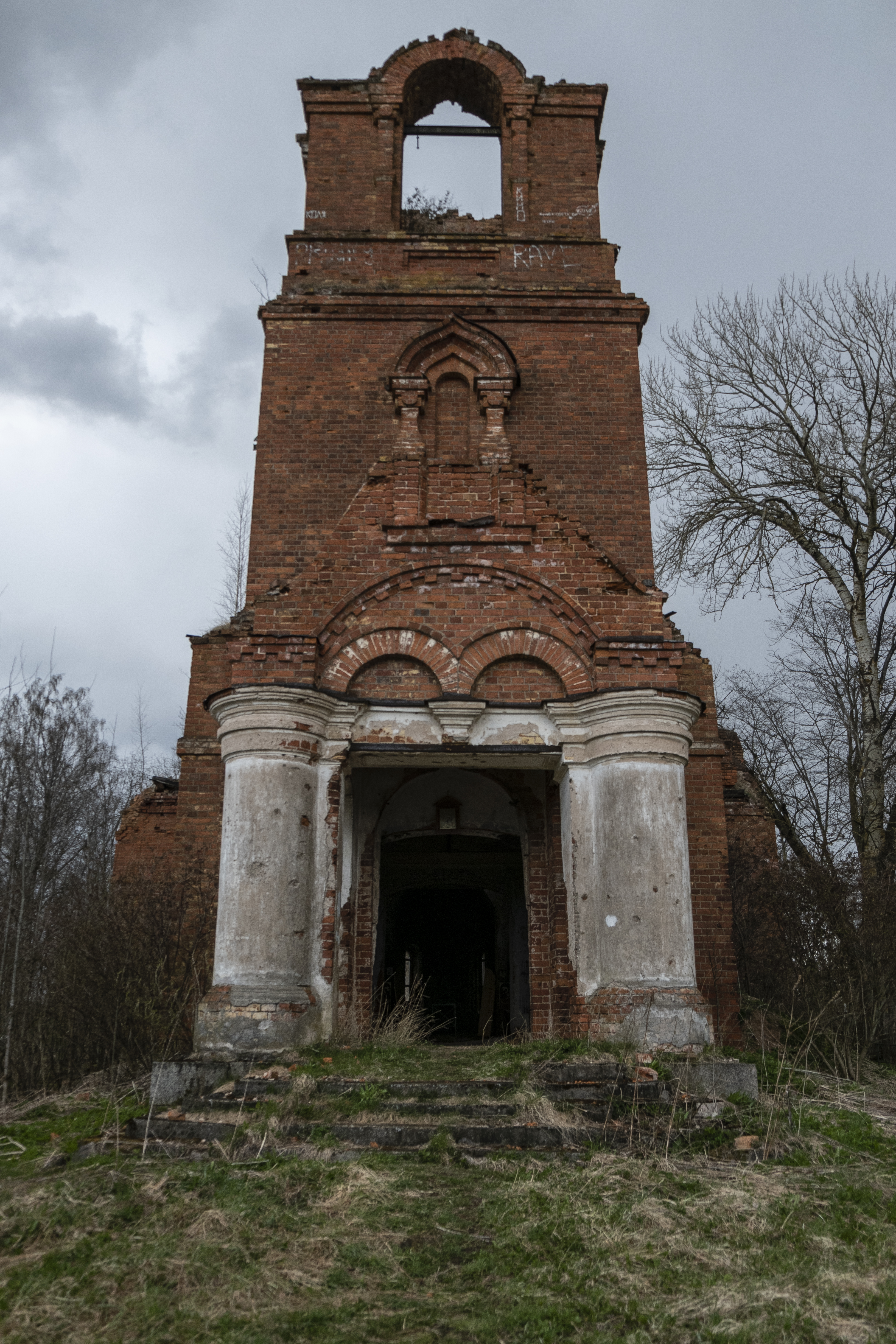
Колокольня и вход
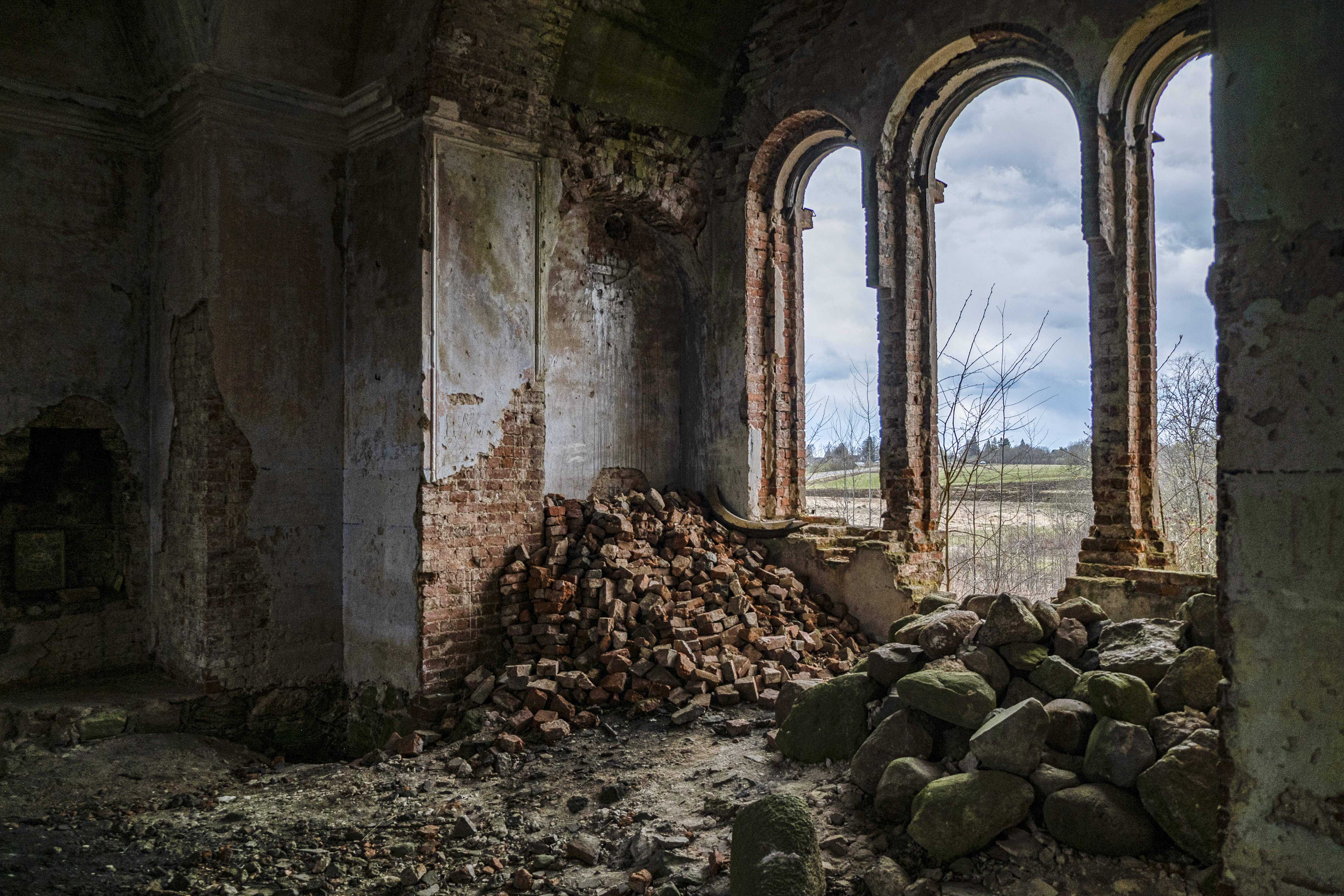
Вид изнутри
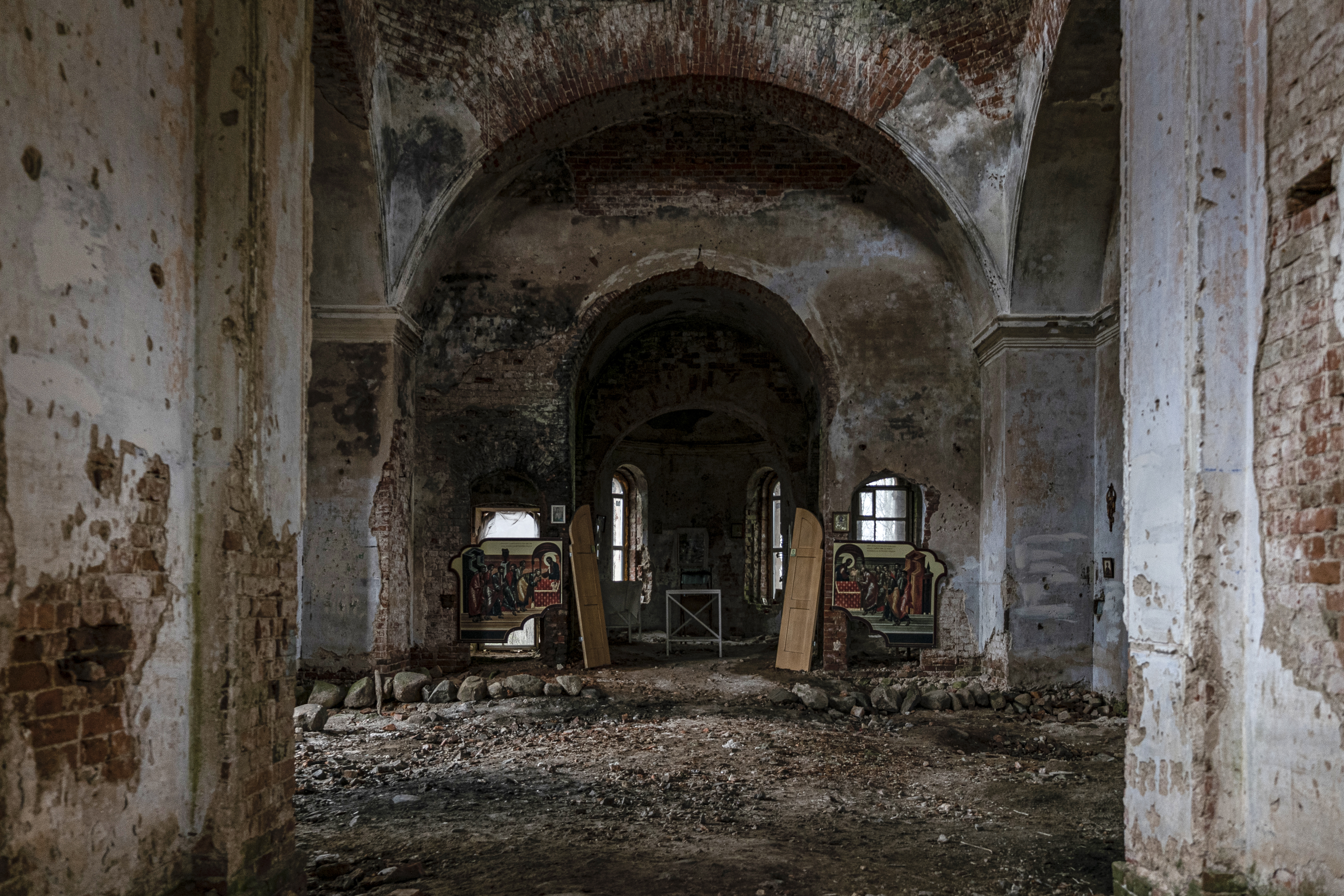
Вид изнутри
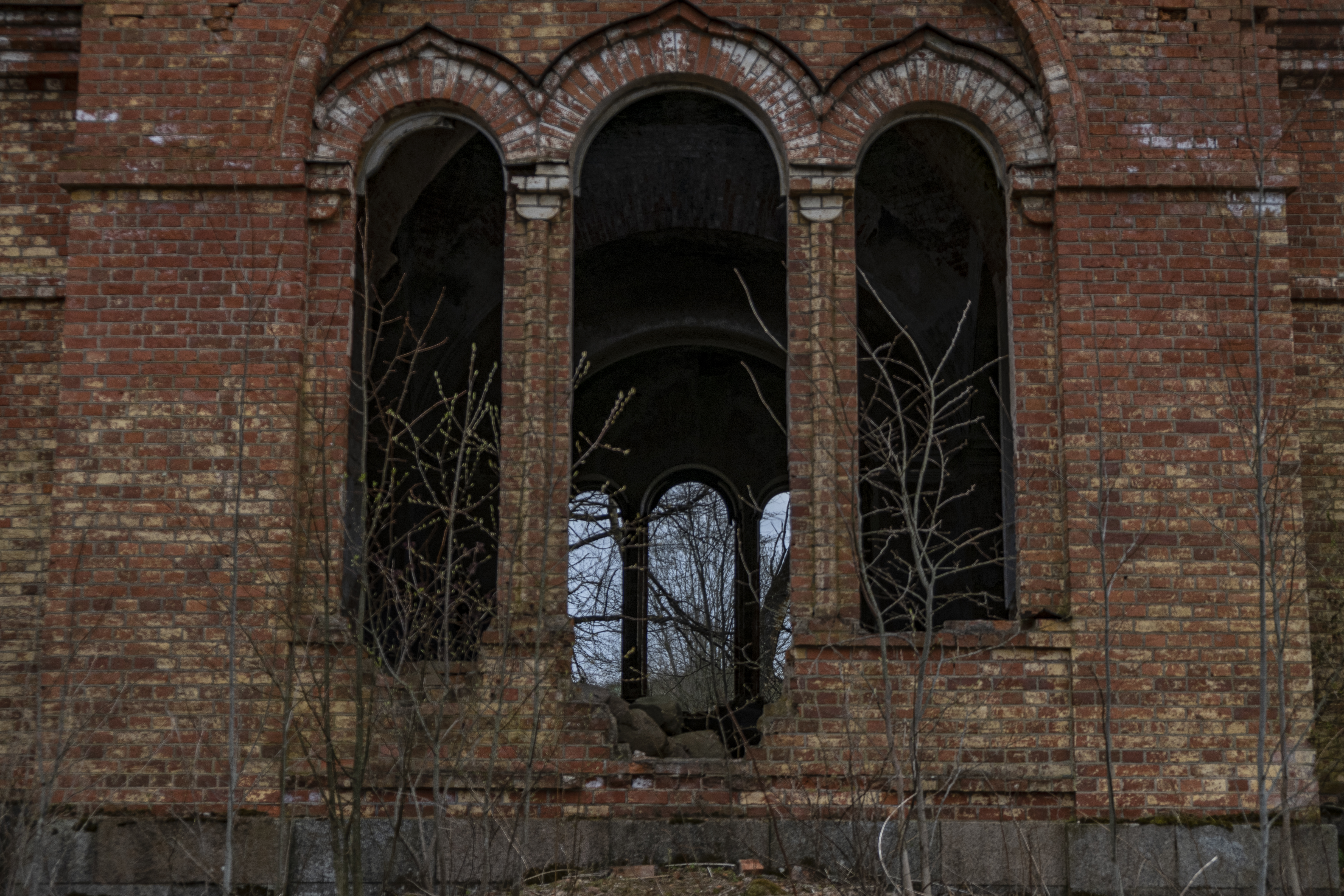
Окна